# Ермолаевский переулок
Ермола́евский переу́лок (в 1961—1993 годах — у́лица Жолто́вского) — переулок в Центральном административном округе города Москвы на территории Пресненского района. Проходит от улицы Спиридоновки до Трёхпрудного переулка, лежит между Садовой-Кудринской улицей и Большим Патриаршим переулком параллельно им. Переулок ограничивает с одной из сторон микрорайон, называемый Патриаршие пруды.

## Происхождение названия
Название XVII века, дано по деревянной Церкви Ермолая Священномученика, что на Козьем болоте, построенной в Патриаршей слободе в 1610—1612 годах как моленная церковь патриарха Гермогена. Построенной церкви Патриарх Гермоген (в миру носивший имя Ермолай) дал имя своего небесного покровителя святого Ермолая — иерея Никомидийского, который жил при императоре Диоклетиане и во время самых жестоких римских гонений на христианство продолжал проповедовать о Христе и обращать в истинную веру язычников. В 1682 году повелением Патриарха Иоакима была выстроена каменная Ермолаевская церковь — тогда Патриаршая слобода на Козихе переживала свой расцвет. Со времен святителя Гермогена его моленная церковь так и оставалась патриаршим храмом, а потом стала обыкновенным приходским в этом густонаселённом районе. В 1929 году церковь была закрыта, а в 1932 году снесена. Церковь находилась на месте небольшого бульвара между домами № 21 и 23, выстроенными в 1950-х гг.

## История
В 1961 году в честь знаменитого советского архитектора И. В. Жолтовского переулок был переименован в улицу Жолтовского. Переулок получил имя И. В. Жолтовского, так как архитектор состоял в Московском архитектурном обществе, часто бывая в здании № 17 по Ермолаевскому переулку, в котором Общество располагалось.
В 1993 году переулку возвращено его историческое название.

## Примечательные здания и сооружения

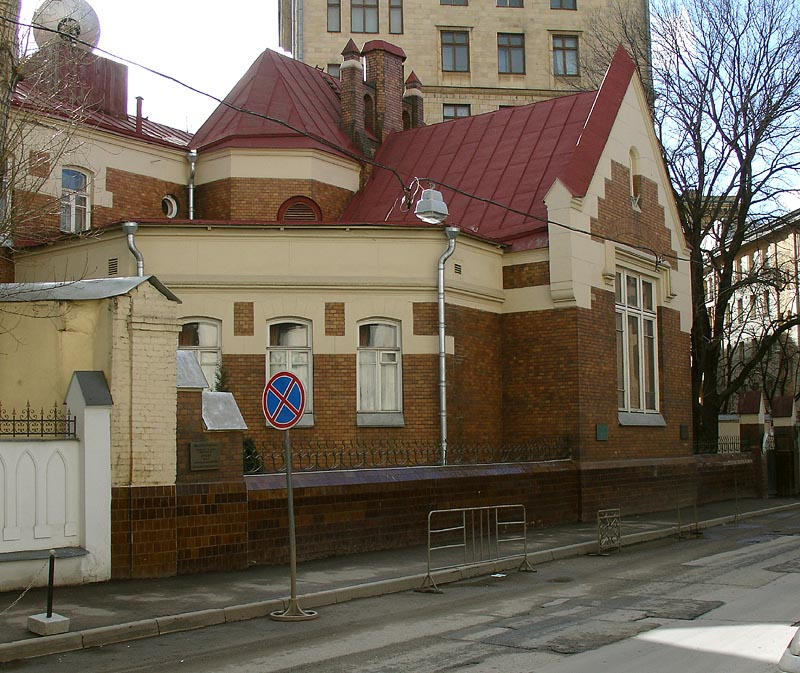
Дом Ф. О. Шехтеля в Ермолаевском переулке, 2007 г.

### По нечётной стороне
- № 5, стр. 1 — Доходный дом А. П. Кашкадамовой (1891, архитектор Д. Д. Зверев; реконструирован в 1990-х годах)[1]
- № 7, стр. 1 — Доходный дом П. А. Николаева (1904, архитектор Д. Д. Зверев)[1]. Здесь жили математик и механик В. В. Голубев[2], артист балета А. А. Горский[3].
- № 9 — Жилой дом Генерального штаба Вооружённых сил СССР (с воротами и скульптурным завершением пилонов) (1939—1940; 1945—1946, архитекторы М. М. Дзисько, Н. И. Гайгаров, мастерская И. В. Жолтовского), выявленный объект культурного наследия[1]. Построен как резиденция высших военачальников. Квартиры, общее количество которых в трехэтажном доме составляло всего шесть, даже для нашего времени были роскошными: 6 комнат, огромный холл, обязательные гостиная и передняя, помещения под кабинет и детскую, спальни и комнаты под хознужды. Здесь жил Е. И. Смирнов[4].
- № 13/31 — Доходный дом А. Д. Сидамона-Эристова (1911, архитектор В. А. Величкин; конец 1930-х гг.), объект культурного наследия регионального значения. Здесь жил артист эстрады Н. П. Смирнов-Сокольский (мемориальная доска, 2009)[5].
- № 15/44 — дом «Патриарх» (2002, архитектор С. Б. Ткаченко, дизайнер вестибюля — Ж. Гарсия) — 12-этажный дом с башенкой, декорированный на верхних ярусах скульптурными композициями.
- № 17, стр. 1 — Доходный дом Московского архитектурного общества (МАО)  — образец неоклассицизма начала XX века. Построено в 1915 году по проекту архитектора Д. С. Маркова. МАО размещалось на втором этаже, остальные этажи были отведены под квартиры и сдавались внаём. Здесь работали архитекторы: И. В. Жолтовский, А. В. Кузнецов, Ф. О. Шехтель, Б. М. Великовский и другие. Здание является объектом культурного наследия федерального значения[1]. После упразднения МАО в доме размещались Московские областные союзы советских художников и скульпторов[6]. В настоящее время здание занимает Московский музей современного искусства.
- № 19 — Доходный дом (1910, архитектор О. Г. Пиотрович)
- № 25 — Доходный дом (1909, архитектор Э.-Р. К. Нирнзее)
- № 27 — Доходный дом (1908, архитектор О. Г. Пиотрович)

### По чётной стороне
- № 2 — Доходный дом (1910, архитектор А. Н. Кардо-Сысоев)
- № 4 — Доходный дом (1909, архитектор А. Н. Кардо-Сысоев)
- № 6 — Доходный дом (1905, архитектор О. Г. Пиотрович). С 80-х годов XX века и до конца жизни здесь жила Валентина Толкунова (1946-2010).
- № 10/7 — Доходный дом М. А. Светловой (1910—1911, архитектор Э.-Р. К. Нирнзее; 1938—1940 е гг.). Здесь в 1928—1930 годах в квартире № 2 жил учёный, патологоанатом А. И. Абрикосов[1].
- № 14/42 — Доходный дом (1914, архитектор А. М. Хомко, совместно с Н. Д. Ивановым; 1970-е[1]). В нём на 6-м этаже с 1970-х гг. до самой смерти в марте 2010 года жила певица Валентина Толкунова[источник не указан 495 дней].
- № 18 — Доходный дом (1905, архитектор В. М. Борин). В доме жил математик В. В. Степанов[7].
- № 22/26 — Нежилой дом (1955). 20 декабря 2015 года на фасаде дома была установлена мемориальная табличка «Последний адрес» инженера-механика Бориса Николаевича Зимина[8].
- № 28/15 — дом архитектора Ф. О. Шехтеля (1896). В постройке особняка участвовал ученик Ф. О. Шехтеля архитектор В. Д. Адамович. Объект культурного наследия федерального значения[1]. В настоящее время — посольство республики Уругвай

На пересечении с Малой Бронной находится памятник И. А. Крылову и Патриаршие пруды.